# آیگپار
آیگپار (به ارمنی: Այգեպար) یک روستا در ارمنستان است که در استان تاووش واقع شده‌است.  در ۶۴ کیلومتری جنوب شرق ایجوان، مرکز استان تاووش واقع شده است.

## خصوصیات
آیگپار  ۴۸۵ نفر جمعیت دارد و در ارتفاع ۶۸۰ متر بالاتر از سطح دریا قرار گرفته است.